# Super Prestige Pernod 1975
De Super Prestige Pernod 1975 was de zeventiende editie van dit regelmatigheidsklassement in het wielrennen. De kalender kende enige wijzigingen ten opzichte van vorig jaar: de Catalaanse Week en Rund um den Henninger-Turm leverden geen punten meer op, terwijl de Ronde van Catalonië en het Kampioenschap van Zürich voor het eerst meetelden voor de Super Prestige Pernod. Ook keerde Parijs-Brussel weer terug op de kalender. Die klassieker was van 1967–1972 niet verreden maar had sindsdien weer doorgang gevonden. Ten slotte telde ook Luik-Bastenaken-Luik weer mee, maar leverde de Waalse Pijl geen punten op. Dit was de laatste keer in de zesjarige periode dat de koersen elkaar afwisselden in de Super Prestige Pernod; vanaf 1976 zouden ze allebei punten opleveren. Er telden dit jaar in totaal 21 wedstrijden mee voor de Super Prestige Pernod. Het was voor het eerst dat er meer dan twintig koersen meetelden.
Het klassement werd voor de zevende keer op rij gewonnen door Eddy Merckx. Het zou de laatste keer zijn dat hij de Super Prestige Pernod won. Merckx won voor het eerst sinds 1967 geen grote ronde maar schreef wel Milaan-San Remo, de Ronde van Vlaanderen en Luik-Bastenaken-Luik op zijn naam. Hij won Milaan-San Remo voor de zesde keer (een evenaring van het record van Costante Girardengo) en Luik-Bastenaken-Luik voor de vijfde keer (een verbetering van zijn eigen record). Dit was de vierde en laatste keer dat Merckx drie monumenten in een jaar won.
In het eindklassement had Merckx bijna 150 punten voorsprong op zijn landgenoot Roger De Vlaeminck die met zijn derde overwinning in Parijs-Roubaix het zegerecord in die wedstrijd evenaarde. Ook won De Vlaeminck het Kampioenschap van Zürich en de Ronde van Zwitserland. De derde plaats in het eindklassement was voor Francesco Moser. Behalve de Super Prestige Pernod werden er nog twee andere prijzen uitgereikt: de Prestige Pernod voor Franse renners en de Promotion Pernod voor Franse renners onder de 25 jaar.

## Wedstrijden
| Datum           | Koers                               | Winnaar            |
| --------------- | ----------------------------------- | ------------------ |
| 9–16 maart      | Parijs-Nice (1975)                  | Joop Zoetemelk     |
| 19 maart        | Milaan-San Remo (1975)              | Eddy Merckx        |
| 6 april         | Ronde van Vlaanderen (1975)         | Eddy Merckx        |
| 13 april        | Parijs-Roubaix (1975)               | Roger De Vlaeminck |
| 20 april        | Luik-Bastenaken-Luik (1975)         | Eddy Merckx        |
| 4 mei           | Kampioenschap van Zürich (1975)     | Roger De Vlaeminck |
| 22 april–11 mei | Ronde van Spanje (1975)             | Agustín Tamames    |
| 6–11 mei        | Ronde van Romandië (1975)           | Francisco Galdos   |
| 7–11 mei        | Vierdaagse van Duinkerke (1975)     | Freddy Maertens    |
| 1 juni          | Bordeaux-Parijs (1975)              | Herman Vanspringel |
| 17 mei–7 juni   | Ronde van Italië (1975)             | Fausto Bertoglio   |
| 2–9 juni        | Critérium du Dauphiné Libéré (1975) | Bernard Thévenet   |
| 12–15 juni      | Grand Prix du Midi Libre (1975)     | Francesco Moser    |
| 12–20 juni      | Ronde van Zwitserland (1975)        | Roger De Vlaeminck |
| 26 juni–20 juli | Ronde van Frankrijk (1975)          | Bernard Thévenet   |
| 31 augustus     | Wereldkampioenschap in Yvoir (1975) | Hennie Kuiper      |
| 3–10 september  | Ronde van Catalonië (1975)          | Fausto Bertoglio   |
| 14 september    | Parijs-Brussel (1975)               | Freddy Maertens    |
| 28 september    | Tours-Versailles (1975)             | Freddy Maertens    |
| 5 oktober       | Grote Landenprijs (1975)            | Roy Schuiten       |
| 11 oktober      | Ronde van Lombardije (1975)         | Francesco Moser    |

## Eindklassementen

### Individueel
| Plek | Renner             | Punten |
| ---- | ------------------ | ------ |
| 1    | Eddy Merckx        | 415    |
| 2    | Roger De Vlaeminck | 266    |
| 3    | Francesco Moser    | 255    |
| 4    | Bernard Thévenet   | 240    |
| 5    | Freddy Maertens    | 206    |
| 6    | Joop Zoetemelk     | 190    |
| 7    | Fausto Bertoglio   | 125    |
| 8    | Frans Verbeeck     | 99     |
| 9    | Hennie Kuiper      | 86     |
| 10   | Francisco Galdos   | 85     |

- Prestige Pernod: Bernard Thévenet
- Promotion Pernod: Bernard Hinault

1959 · 1960 · 1961 · 1962 · 1963 · 1964 · 1965 · 1966 · 1967 · 1968 · 1969 · 1970 · 1971 · 1972 · 1973 · 1974 · 1975 · 1976 · 1977 · 1978 · 1979 · 1980 · 1981 · 1982 · 1983 · 1984 · 1985 · 1986 · 1987